# Karl Guthe Jansky
Karl Guthe Jansky (22. oktober 1905 – 14. februar 1950) var en amerikansk radioingeniør, der i 1932 som den første påviste, at de centrale dele af Mælkevejen udsender radiostøj.
Opdagelsen førte til udviklingen af radioastronomien.
Karl Guthe Jansky har fået opkaldt en enhed efter sig; Jansky.